# Epidemia de dengue de 2016 en Argentina
La epidemia de dengue de 2016 en Argentina fue uno de los peores brotes epidémicos de dengue de la historia del país. Según las cifras del propio Ministerio de Salud de la Nación se confirmaron más de 40 mil casos, llegando a superar los 70 mil. El número es un 53% superior al gran brote anterior, ocurrido en 2009.

## Alcance
Se reportaron 41.207 casos de dengue confirmados o probables autóctonos distribuidos en 15 jurisdicciones del país, y 2.681 correspondientes a confirmados y probables importados, en 23 provincias.
En ocho meses se notificaron 76.803 casos en todo el país; creció 53% en relación con la ola anterior, en 2009; también aumentó la cantidad de muertos: pasó de 5 a 11. Para mediados de agosto de acuerdo con el Boletín de Vigilancia Epidemiológica se notificaron 76.803 casos en las 24 provincias con apenas un 3,5% de infecciones importadas.
En Argentina, en las primeras 24 semanas epidemiológicas del año 2016, se notificaron 74.782 casos de dengue en las distintas provincias. Para marzo de ese año la cifra de contagios era 7 veces mayor al promedio de de la temporada 2014/2015. Mientras que la cifra de muertes quintuplica a el promedio histórico. A pesar de la advertencia de la extensión del dengue a provincias del oeste y sur argentino, tradicionalmente libres de la enfermedad el gobierno nacional se negó a declarar la pandemia.

### Reacciones políticas
Las proporciones de la epidemia se habrían debido a la parálisis de programas de abordaje territorial desde diciembre de 2015, frenando campañas de prevención y descacharrización, así como el desmantelamiento de la Dirección de Enfermedades Transmisibles por Vectores durante la gestión de Jorge Lemus. Estas dos políticas contribuyeron a provocar, según analistas, una de las peores epidemias de dengue en la historia, siendo fuertemente criticada la gestión del ministro de salud. También se criticó el ocultamiento de datos por parte del Ministerio de Salud de la Nación. En paralelo se criticó la decisión del ministro de Salud macrista, Jorge Lemus, de recortar personal en áreas clave destinadas al combate del dengue en todo el país, especialmente en Delegaciones Sanitarias Federales de varias provincias y en las Unidades Sanitarias de zonas críticas como Formosa, Rosario, Santa Fe y Entre Ríos.
Los despidos más sensibles para el combate de la epidemia de dengue se produjeron en las Delegaciones Sanitarias Federales de varias provincias y en las Unidades Sanitarias de zonas críticas como Clorinda (Formosa), Puerto General San Martín (Rosario, Santa Fe) y Entre Ríos. Estas forman parte de la estructura que el Ministerio tiene para evitar el ingreso al país de probables epidemias. Paralelamente durante el verano varios integrantes de las direcciones y secretarias decidieron tomarse vacaciones a los pocos días de asumidos, lo que provocó que en varias oficinas no se trabaje sin ningún lineamiento, ya que los funcionarios responsables no establecieron prioridades, ni ordenaron el trabajo a seguir. Hacia octubre de ese año se indicó que  en total desde enero a octubre de 2016 a 76.803 casos y 11 víctimas fatales.

## Probables causas
Las probables causas fueron:
- La ausencia de un plan de trabajo articulado con las áreas sanitarias de los gobiernos locales en áreas fronterizas y zonas afectadas linderas.
- La falta de una comisión interdisciplinaria para un abordaje de emergencia, teniendo en cuenta la necesidad de soluciones de infraestructura, energía, vivienda, etc., donde la participación de otras áreas del Estado es imprescindible
- La falta de implementación de sensores de detección de fiebre en todos los aeropuertos internacionales y puntos fronterizos claves para detección precoz de casos de probables de dengue, Zika, Chikunguya u otra enfermedad de importancia internacional, que pongan en riesgo la salud de toda la población.
- La falta de campañas de comunicación activas tanto locales como en medios masivos, y la falta de difusión de manera clara y oportuna acerca de la situación actual de cada provincia y el número de casos afectados.
- Suspensión de programas de lucha contra el dengue[14]
- Desabastecimiento por parte del Ministerio de Salud de la Nación a las provincias de medicamentos y equipos de fumigación[15]
- Durante el verano varias oficinas no trabajaron en ningún lineamiento, ya que los funcionarios responsables recién asumidos tomaron vacaciones y no establecieron prioridades, ni ordenaron el trabajo a seguir.[16]
- Despido de cientos de trabajadores en áreas claves para la lucha contra el dengue.[17]